# Battaglia di Gia Cuc
La battaglia di Gia Cuc (in vietnamita: Trận Gia Quất – Gia Lâm), combattuta il 27 e il 28 marzo 1883, fu una battaglia della Campagna del Tonchino, durante il periodo di ostilità tra francesi e vietnamiti che precedette la guerra franco-cinese (agosto 1884-aprile 1885).

## Contesto

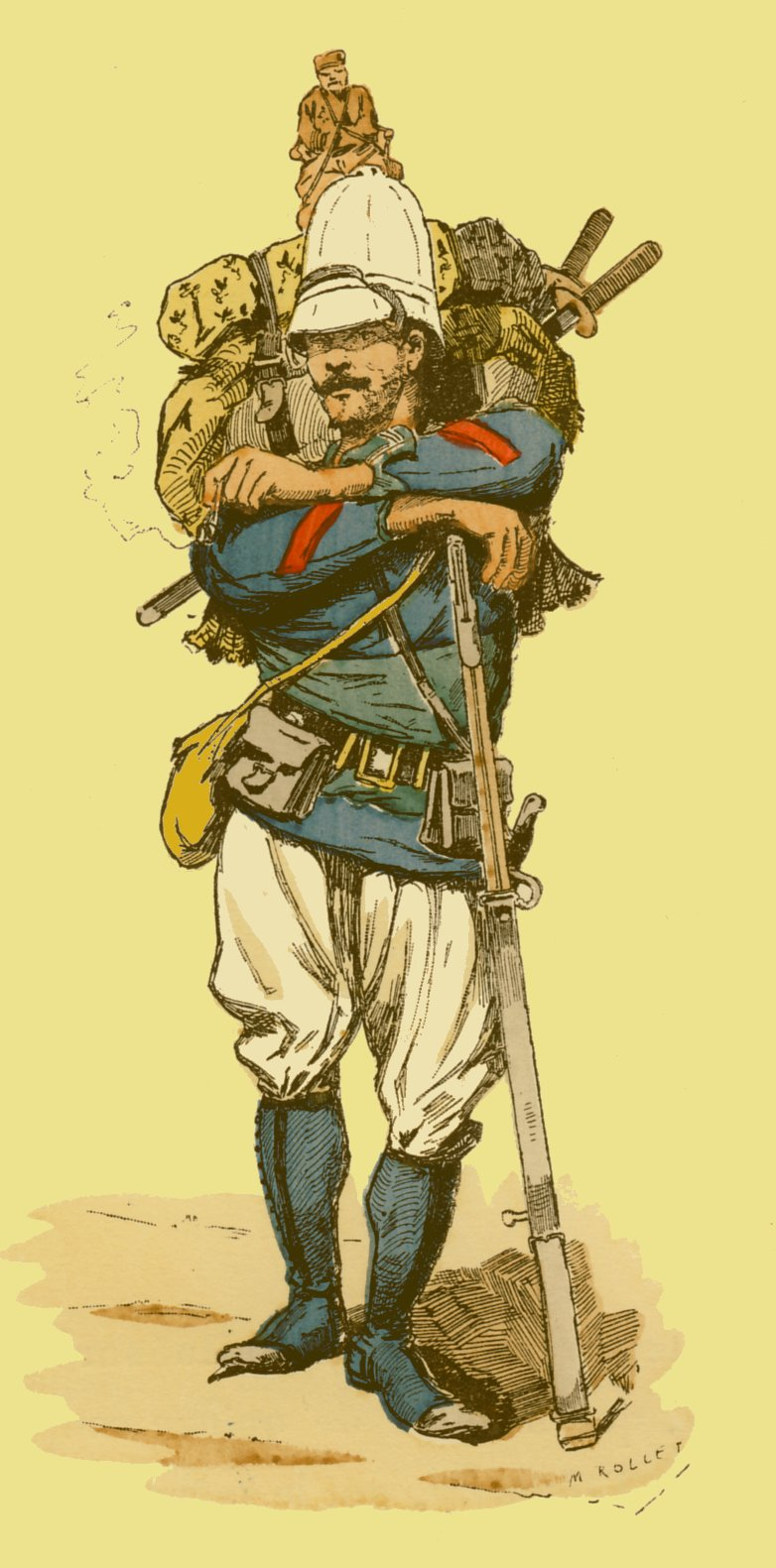
Fante di marina francese nel Tonchino, 1883

L'intervento francese nel Tonchino fu provocato dal comandante Henri Rivière, inviato ad Hanoi con una piccola forza militare alla fine del 1881 per indagare sulle lamentele dei vietnamiti nei confronti delle attività dei mercanti francesi. Sfidando le istruzioni dei suoi superiori, Rivière conquistò la cittadella di Hanoi il 25 aprile 1882. Sebbene Rivière avesse poi restituito la cittadella alle autorità vietnamite, il suo ricorso alla forza venne accolto con allarme sia in Vietnam che in Cina.
Il governo vietnamita, incapace di affrontare Rivière con il proprio esercito, si avvalse dell'aiuto di Liu Yongfu, comandante dell'Esercito della bandiera nera, i cui soldati, ben addestrati ed esperti, si sarebbero rivelati una spina nel fianco per i francesi.  Anche i vietnamiti chiesero il sostegno della Cina. Il Vietnam era da tempo uno stato vassallo della Cina, che da parte sua decise di armare e sostenere le Bandiere nere e di opporsi segretamente alle operazioni francesi nel Tonchino. La corte Qing inviò un forte segnale ai francesi: la Cina non avrebbe permesso che il Tonchino cadesse sotto il controllo francese. Nell'estate del 1882 le truppe degli eserciti dello Yunnan e del Guangxi attraversarono il confine con il Tonchino, occupando Lạng Sơn, Bắc Ninh, Hưng Hóa e altre città. Il ministro francese in Cina, Frédéric Bourée, era talmente allarmato dalla prospettiva di una guerra con la Cina che tra il novembre e il dicembre del 1882 negoziò un accordo con lo statista cinese Li Hongzhang per dividere il Tonchino in due sfere d'influenza, una francese ed una cinese. Entrambi i negoziatori furono criticati per aver concesso troppo e l'accordo ebbe breve durata: non fu mai ratificato in Cina e in Francia l'amministrazione entrante di Jules Ferry lo sconfessò nel marzo 1883, richiamando in patria Bourée.
Rivière era rimasto disgustato dall'accordo concluso da Bourée e all'inizio del 1883 decise di forzare la situazione. Di recente gli era stato inviato dalla Francia un battaglione di fanteria di marina, mettendogli a disposizione uomini sufficienti per avventurarsi oltre Hanoi. Il 27 marzo 1883, per assicurarsi una linea di comunicazione tra Hanoi e la costa, Rivière, con una flottiglia di cannoniere e una forza di 520 soldati francesi sotto il suo diretto comando, prese la cittadella di Nam Định.
La battaglia di Gia Cuc fu l'esito del tentativo del comandante vietnamita, principe Hoàng Kế Viêm, supportato dall'Esercito della bandiera nera di Liu Yongfu, di riconquistare Hanoi durante l'assenza di Rivière, che era impegnato a Nam Định con il grosso delle forze francesi.

## La battaglia

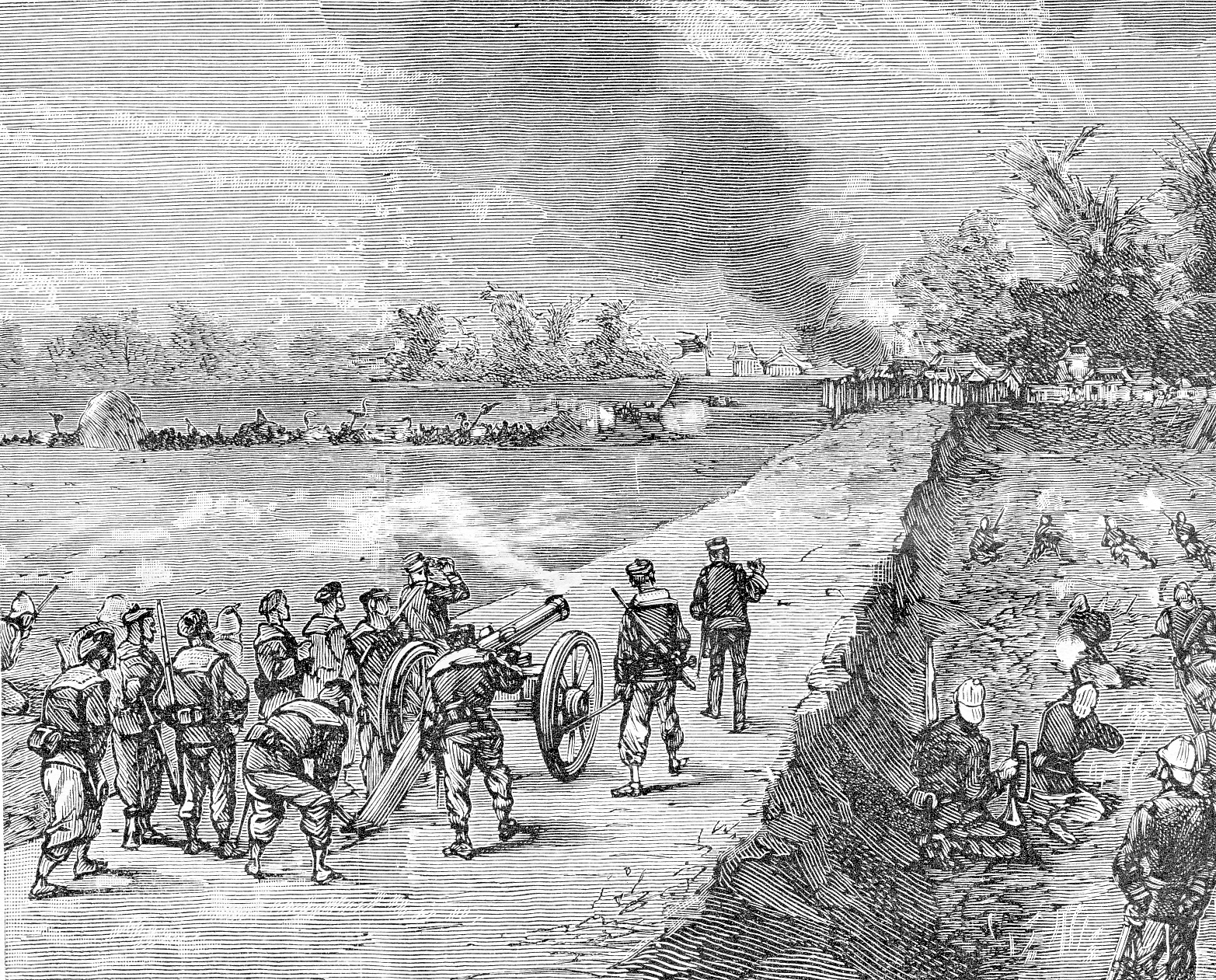
Un cannone navale francese, schierato su una diga, sostiene un attacco della fanteria di marina contro le posizioni vietnamite a Gia Cuc

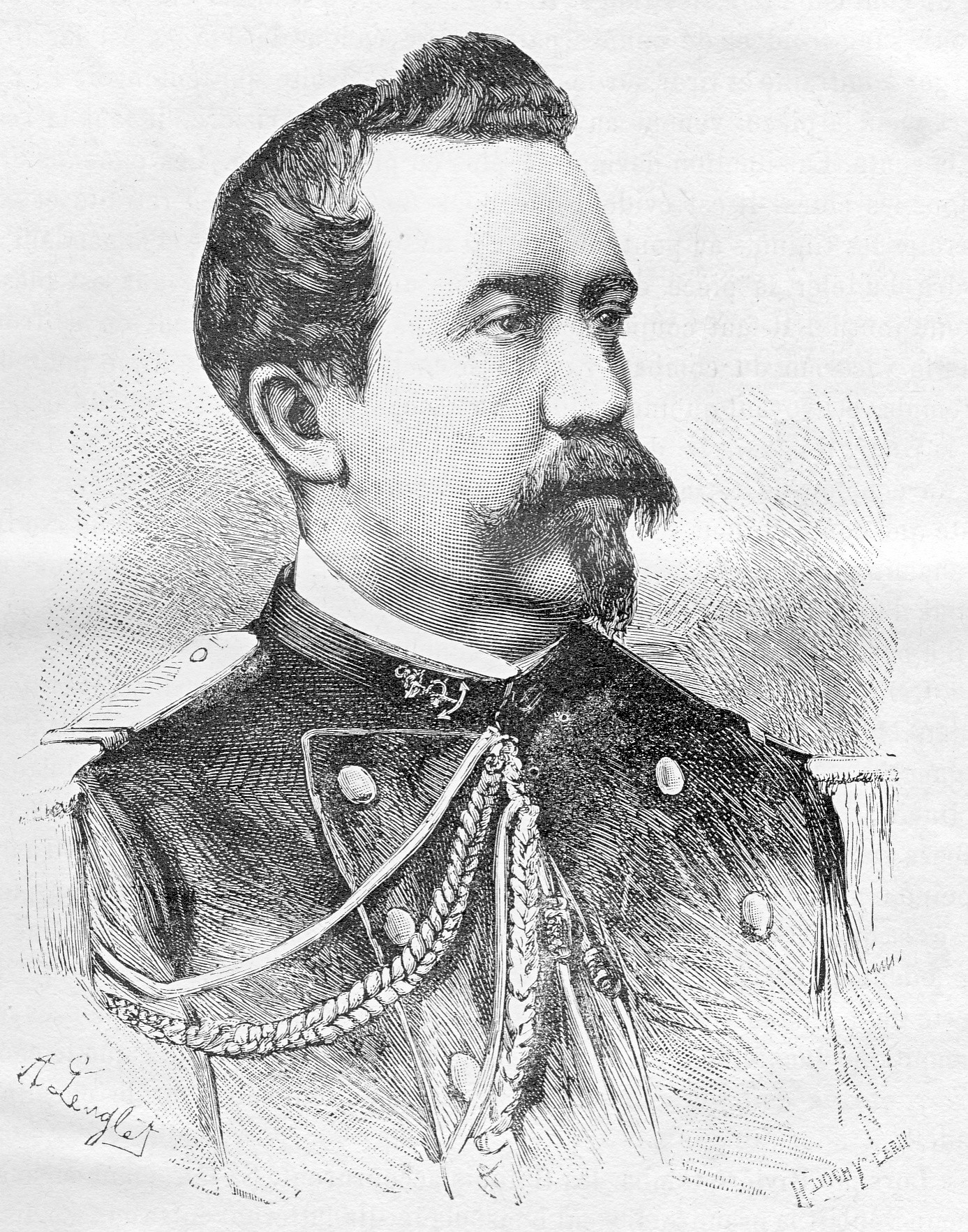
Lo chef de bataillon Berthe de Villers (1844-1883)

Il 27 e il 28 marzo 1883 il comandante della guarnigione di Hanoi, lo chef de bataillon Berthe de Villers, uscì dalla città di Hanoi per affrontare l'esercito vietnamita del principe Hoàng, forte di circa 6000 uomini. Aveva a sua disposizione solo due compagnie di fanteria di marina e la piccola forza di marinai della cannoniera Léopard, avendo lasciato ad Hanoi una compagnia di fanteria di marina per presidiare il palazzo reale.
Grazie a intelligenti tattiche di fuoco e di movimento e al supporto dell'artiglieria del Léopard, i francesi attaccarono le difese vietnamite, catturarono i villaggi di Gia Thuy e Gia Cuc e infine misero in fuga i vietnamiti. Le perdite francesi furono di 4 feriti, mentre i vietnamiti persero circa 1000 uomini tra morti e feriti.
Una delle cause della sconfitta vietnamita fu l'assenza di una seria pressione sui francesi da parte di Liu Yongfu e delle Bandiere nere. Liu avrebbe dovuto attaccare Hanoi da ovest, mentre il principe Hoàng avrebbe attaccato da nord. I due uomini erano però in rapporti molto freddi e Liu si limitò a un finto attacco al palazzo reale, attacco che fu facilmente respinto dalla guarnigione francese.

## Conseguenze
La vittoria di Berthe de Villers a Gia Cuc, unita alla contemporanea presa di Nam Định da parte di Rivière, demoralizzò i vietnamiti, aumentò sensibilmente il prestigio francese nel Tonchino e incoraggiò i politici francesi ad accettare il rischio di un intervento diretto della Cina nel Tonchino. Nel contempo, il fallimento della cooperazione tra il principe Hoàng e Liu Yongfu allarmò i cinesi. L'anziano mandarino cinese Tang Jingsong riconciliò i due uomini nell'aprile 1883 e convinse Liu Yongfu a scendere in campo con il suo Esercito della bandiera nera contro i francesi. Il risultato, nel maggio 1883, fu la disastrosa sconfitta francese nella battaglia del Cầu Giấy (nota anche come "battaglia del Ponte di Carta"), nella quale persero la vita sia Rivière sia Berthe de Villers.